# ¡Uno!
Pour les articles homonymes, voir Uno (homonymie).
Albums de Green Day
Awesome as Fuck
(2011) ¡Dos!
(2012)
Singles
1. Oh Love
Sortie : 16 juillet 2012
2. Kill the DJ
Sortie : 14 août 2012
3. Let Yourself Go
Sortie : 5 septembre 2012

¡Uno! est le neuvième album studio du groupe de punk rock américain Green Day. Il est sorti le 25 septembre 2012 sur le label Reprise.

## Genèse et enregistrement

### Contexte

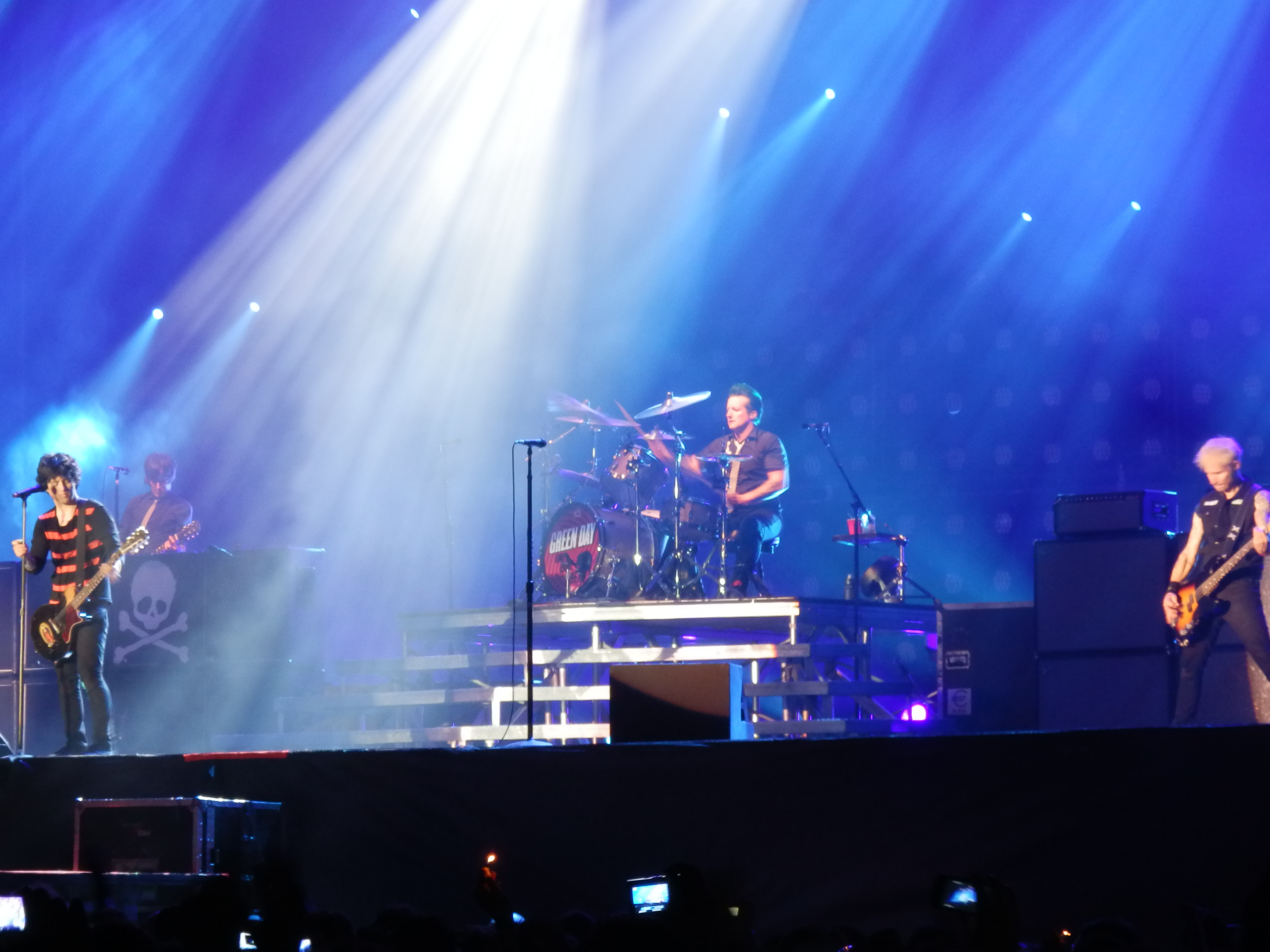
Green Day en concert en 2013

Green Day est un groupe américain de punk rock et de pop punk formé en 1987 et originaire de la région de la baie de San Francisco en Californie. Le groupe est composé depuis 1990 du guitariste et chanteur Billie Joe Armstrong, du bassiste Mike Dirnt et du batteur Tré Cool.
Le groupe sort en 1994 son troisième album studio, Dookie, qui connait un succès important avec dix millions d'exemplaires vendus aux États-Unis et quinze millions à l'échelle mondiale. Ce succès, ainsi que les albums suivants du trio, lui permet d'être reconnu à la fin des années 2000 avec les groupes californiens The Offspring et Rancid comme étant responsable du retour du punk rock aux États-Unis.
La conception de ¡Uno! arrive après que le groupe a sorti ses septième et huitième albums studio, American Idiot en 2004 et 21st Century Breakdown en 2009. Ces deux albums, conçus comme des opéra-rock, obtiennent un succès populaire et commercial conséquent. En effet, ils se placent à la première place des classements musicaux dans de nombreux pays, respectivement dix et quinze ans après le succès massif de Dookie, leur troisième album, ce qui permet au groupe de revenir sur le devant de la scène et de se populariser auprès d'une nouvelle génération. Green Day est donc un groupe connu et reconnu quand Billie Joe Armstrong annonce le 14 février 2012 que le groupe est en studio pour enregistrer du matériel pour un nouvel album.

### Enregistrement

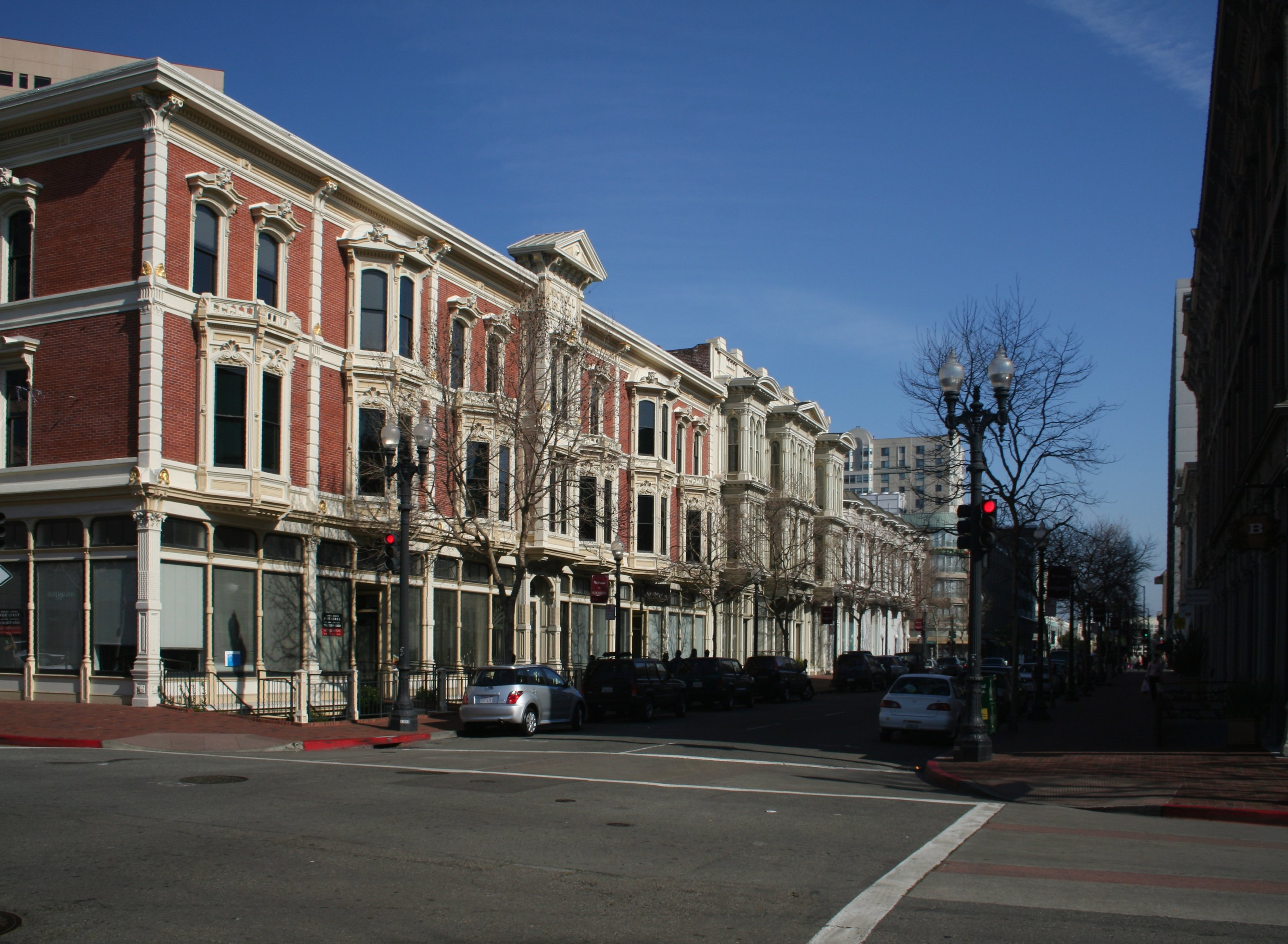
Oakland, ville d'enregistrement de l'album

Green Day enregistre au Jingletown Studios à Oakland en Californie du 14 février 2012 au 25 juin 2012. Le groupe commence son travail en répétant tous les jours et en créant des chansons. Ils en composent soixante-dix, en enregistrent une quarantaine,, et ambitionnent alors de sortir un double album. Billie Joe Armstrong suggère finalement de sortir une trilogie, à l'instar de celle de Van Halen (Van Halen I, Van Halen II et Van Halen III), en affirmant dans une interview « Les chansons continuaient à venir, continuaient à venir. Allez, peut-être un double album ? Non, c'est trop pour l'instant. Puis d'autres chansons ont continué à venir. Et un jour, je l'ai glissé aux autres : à la place de Van Halen I, II et III, que dites-vous de Green Day I, II et III avec chacun notre tête sur une des pochettes ? ». Cet enregistrement prolifique permet donc au groupe d'envisager de créer une trilogie, alors qu'il ne s'agissait pas de l'idée de départ. Le groupe décide dès lors de nommer ces trois albums ¡Uno!, ¡Dos! et ¡Tré!, créant ainsi le lien entre eux. Le lendemain de la fin des enregistrements, ¡Uno! est mixé par Chris Lord-Alge dans un studio de Tarzana en présence de Rob Cavallo. La plupart du temps, seules deux guitares, une voix, une basse et une batterie sont présentes, afin de renouer avec un rock sans fioriture des années 1950 et 1960. Les trois albums sont coproduits par Green Day et Rob Cavallo, déjà producteur sur quatre albums du groupe (Dookie, Insomniac, Nimrod et American Idiot), et sont édités par le label Reprise Records.

### Sortie et promotion
La date de sortie de l'album est fixée Le 24 septembre 2012, soit trois mois après la fin de son enregistrement. Le premier single extrait de l'album est Oh Love. Il sort le 16 juillet 2012 et est diffusé sur la chaine YouTube du groupe le même jour. Le clip de la chanson est dévoilé le 16 août. On peut y voir le groupe jouer la chanson dans un studio avec en arrière-plan des danseuses de cabaret mettant en exergue leur corps. Le 31 juillet, le groupe dévoile l'illustration du deuxième single de l'album, Kill The DJ, sur sa page Facebook. La chanson, rythmée et mélodique, sort le 14 août. Le 1er août, une version live de la chanson Let Yourself Go est dévoilée sur la chaîne Youtube de Green Day. La version album est finalement éditée sous forme de single le 5 septembre 2012.

## Caractéristiques artistiques

### Liste des chansons et versions
La liste des pistes de l'album est dévoilée le 26 juin 2012 sur le site officiel du groupe. ¡Uno! se compose de 12 pistes qui contiennent chacune une chanson, le premier single Oh Love clôturant l'album. Une version Deluxe est commercialisée par iTunes, avec 4 clips vidéo en plus des 12 chansons. Comme pour la majorité des chansons de Green Day, la musique est composée par les trois membres du groupe, tandis que les textes sont uniquement écrits par le chanteur et guitariste Billie Joe Armstrong.
Toutes les paroles sont écrites par Billie Joe Armstrong, toute la musique est composée par Green Day.
| ¡Uno! | ¡Uno!           | ¡Uno! | ¡Uno! | ¡Uno! | ¡Uno! | ¡Uno! | ¡Uno! | ¡Uno! | ¡Uno! |
| No    | Titre           | Durée |       |       |       |       |       |       |       |
| ----- | --------------- | ----- | ----- | ----- | ----- | ----- | ----- | ----- | ----- |
| 1.    | Nuclear Family  | 3:03  |       |       |       |       |       |       |       |
| 2.    | Stay the Night  | 4:37  |       |       |       |       |       |       |       |
| 3.    | Carpe Diem      | 3:26  |       |       |       |       |       |       |       |
| 4.    | Let Yourself Go | 2:57  |       |       |       |       |       |       |       |
| 5.    | Kill the DJ     | 3:42  |       |       |       |       |       |       |       |
| 6.    | Fell for You    | 3:09  |       |       |       |       |       |       |       |
| 7.    | Loss of Control | 3:08  |       |       |       |       |       |       |       |
| 8.    | Troublemaker    | 2:45  |       |       |       |       |       |       |       |
| 9.    | Angel Blue      | 2:47  |       |       |       |       |       |       |       |
| 10.   | Sweet 16        | 3:04  |       |       |       |       |       |       |       |
| 11.   | Rusty James     | 4:09  |       |       |       |       |       |       |       |
| 12.   | Oh Love         | 5:03  |       |       |       |       |       |       |       |
| 41:50 |                 |       |       |       |       |       |       |       |       |

| 13. | Stay the Night (Clip vidéo)  |  |
| 14. | Let Yourself Go (Clip vidéo) |  |
| 15. | Kill the DJ (Clip vidéo)     |  |
| 16. | Oh Love (Clip vidéo)         |  |

| A1. | Nuclear Family  | 3:03 |
| A2. | Stay the Night  | 4:36 |
| A3. | Carpe Diem      | 3:25 |
| A4. | Let Yourself Go | 2:57 |
| A5. | Kill the DJ     | 3:41 |
| A6. | Fell for You    | 3:08 |
| B1. | Loss of Control | 3:07 |
| B2. | Troublemaker    | 2:45 |
| B3. | Angel Blue      | 2:46 |
| B4. | Sweet 16        | 3:03 |
| B5. | Rusty James     | 4:09 |
| B6. | Oh Love         | 5:03 |

### Titre et pochette de l'album
L'album est le premier d'une trilogie éditée par Green Day en 2012. Il est alors simplement appelé ¡Uno!, mot en espagnol signifiant un.
Le groupe diffuse le 14 juin 2012 sur sa chaine officiel YouTube une bande-annonce de l'album. La pochette de ¡Uno! y est révélée

### Thèmes et composition
Dans une interview accordée au magazine américain Rolling Stone en juin 2012, Billie Joe Armstrong déclare que le thème de ¡Uno! devrait être différent de ceux de 21st Century Breakdown et American Idiot, les deux derniers albums du groupe conçus sous forme d'opéra-rock, et que ce nouvel album ne devrait pas en être un troisième.
Billie Joe Armstrong déclare dans l'interview que quelques chansons de l'album sonneraient garage rock et dance music, que la musique de l'album sera plus frappante et plus power pop que celle de leurs précédents albums, et qu'elle se situera entre AC/DC et le début des Beatles.

## Accueil

### Classements et certifications

#### Certifications
| Pays                  | Certification | Vente certifiée |
| --------------------- | ------------- | --------------- |
| Allemagne (BVMI)      | Or            | 100 000         |
| Autriche (IFPI)       | Or            | 10 000          |
| Canada (Music Canada) | Or            | 40 000          |
| Italie (FIMI)         | Or            | 30 000          |
| Royaume-Uni (BPI)     | Or            | 100 000         |

## Crédits
Les crédits de ¡Uno! sont tirés du livret de l'album. Jason White, musicien de tournée du groupe depuis 1999, est pour la première fois crédité sur un album de Green Day en tant que membre du groupe. L'équipe de production comprend des personnes habituées à travailler avec le groupe ; Rob Cavallo est le producteur de Green Day depuis l'album Dookie sorti en 1994 ; Chris Dugan était déjà l'ingénieur du son sur 21st Century Breakdown, sorti en 2009, et un des ingénieurs du son additionnels sur American Idiot, sorti en 2004 ; Chris Lord-Alge avait quant à lui mixé ces deux albums ainsi que Nimrod, sorti en 1997, et Chris Bilheimer avait déjà réalisé les pochettes des trois derniers albums du groupe.
Green Day
- Billie Joe Armstrong - guitare, chant principal
- Mike Dirnt - basse, chant
- Tré Cool - batterie, chant
- Jason White - guitare, chant

Production
- Rob Cavallo et Green Day - producteurs
- Chris Dugan - ingénieur du son
- Brad Kobylczak - second ingénieur du son
- Lee Bothwick - ingénieur du son additionnel
- Chris Lord-Alge - mixage
- Keith Armstrong et Nik Karpen - assistants mixage
- Brad Townsend et Andrew Schubert - assistants mixage additionnels
- Ted Jensen - matriçage
- Mike « Sack » Fasano et Kenny Butler - techniciens batterie
- Andrew Hans Buscher - technicien guitar
- Chris Bilheimer - directeur artistique et design